# 하인리히 5세 폰 브라운슈바이크뤼네부르크 공작
브라운슈바이크뤼넨부르크 공작 하인리히(Heinrich, Henricus, 1489년 11월 10일 – 1568년 6월 11일)는 1514년부터 그의 사망까지 볼펜뷔텔 공이다. 벨프 가문 출신 공작으로는 최후의 로마 가톨릭교도이며, 그가 참여했던 여러 전투로 잘 알려져있다.

## 생애
그는 볼펜뷔텔 공 브라운슈바이크뤼네부르크의 하인리히 4세의 아들로 볼펜뷔텔 성에서 태어났다. 하인리히 5세는 그의 아버지가 1514년에 전투에서 전사하자, 공작이 되었으며, 곧 요한네스 4세 폰 작센라우렌부르크 통치하의 히델스하임 주교국과의 대교구 주교 불화에 빠지게 되었고, 그에 대항하다가 1519년 졸타우 전투에서 패배하였다. 그러나 공작은 카를 5세의 신성 로마 제국의 황제 계승을 지지함으로써, 1523년 히델스하임 주교국은 볼펜뷔텔에 많은 양의 영토를 양도해주며 이득을 얻었다. 하인리히는 독일 농민전쟁 기간에 황제의 권위에 충성을 계속하였으며, 1528년에 그는 코냐크 동맹 전쟁 동안에 이탈리아에서 프랑수아 1세에 맞서던 카를 5세를 도왔다.
하인리히가 초기에는 개신교로 마음을 기울이고 1530년 아우크스부르크 신앙고백의 일부를 지지했음에도 그는 카톨릭 신앙에 남았다. 그는 개신교 세력인 작센 선제후국과의 계속된 분쟁에 개입하게 됐으며, 브라운슈바이크뤼넨부르크 가문의 방계인 칼렌베르크의 개신교 개종에 강하게 항의했다. 1541년에 실제로는 람멜스베르크의 풍부한 광산들을 얻고자하는 핑계를 삼아, 하인리히는 개신교의 제국자유도시 고슬라어를 침략했다. 1542년에 슈말칼덴 동맹의 일원으로서 선제후 작센의 요한네스 프리드리히 1세와 헤센 백작 필립 1세가 고슬라어를 도우러 나섰고, 그들은 볼펜뷔텔 공국을 완전히 점령하려 하였다. 하이린히는 바이에른 공국으로 달아났다.
1545년, 하인리히는 신성 로마 제국 황제 카를의 지원으로 군대를 모집했고 볼펜뷔텔의 일부를 탈환하려했다. 그러나 10월에 그는 헤센 군대에 붙잡혀 황제가 뮐베르크 전투에서 슈말칸덴 동맹을 패배시킬때까지 포로로 있다가, 1547년에 풀려나 자리를 되찾았다. 1550년 만스펠트 가문의 볼라트(Volrad) 백작의 용병들이 볼펜뷔텔을 점령했고, 하인리히는 다시 달아나갔다가, 황제의 군대가 메츠에 다달았다. 그러나 만스펠트는 곧 떠났으며, 하인리히도 돌아왔다. 1553년, 그는 볼펜뷔텔을 공격했던 브란덴부르크의 변경백 알브레히트 2세 알키비아데스에 맞서 작센 선제후 모리츠와 동맹을 맺었다. 이 분쟁은 처절한 지베르스하우젠 전투로 막을 내렸으며, 이 전투에서 모리츠와 더불어 하인리히의 두 아들들도 전사하였다. 그러나 전투는 하인리히의 승리로 끝났다.
하인리히는 마침내 그의 남은 아들인 율리우스의 영향에 의해 개신교도 개종하였으며, 1568년 볼펜뷔텔에서 사망했다.

## 가족
하인리히는 옛 몽벨리아르 백작 하인리히의 딸 마리아(Maria, 1541년 사망)와 1515년에 초혼을 했다. 그들은 다음의 자식들을 두었다:
- 마르가레테 (1516년 - 1580년) :1561년에 욀스, 공작 요한 폰 뮌스터베르크와 혼인했다.
- 안드레아스(Andreas, 1517년 경 - 1517년 경)
- 카타리나 (1518년 경 - 1574년) : 1537년에 브란데부르크 선제후 요아힘 1세의 아들 백작 요한와 혼인했다.
- 마리아(Maria, 1521년 경 - 1539년) : 1532년에 간더스하임 수녀원장이 되었다.
- 칼 빅토르(Karl Viktor (1525년–1553년) : 지베르스하우젠 전투 중 전사했다.
- 필립(Philipp, 1527년–1553년) : 지베르스하우젠 전투 중 전사했다.
- 율리우스 (1528년–1589년) : 1568년부터 볼펜뷔텔 공이 되었다.
- 클라라 (1532년–1595년) : 1539년에 그녀의 언니 마리아를 이어 간더스하임 수녀원장 자리를 수행했으며, 이후 1560년에 그루벤하겐 공작 브라운슈바이크그루벤하겐 공작 필립 2세]와 혼인했다.

하인리히는 1556년에 폴란드의 지그문트 1세의 딸 조피아 야기엘론카와 재혼했다. 이 재혼 사이에 자식은 없었다.
그는 정부 에바 폰 트롯 사이에서 10명의 자식을 두었다.